# Phrurolithus pygmaeus
Phrurolithus pygmaeus är en spindelart som beskrevs av Tord Tamerlan Teodor Thorell 1875. Phrurolithus pygmaeus ingår i släktet Phrurolithus och familjen flinkspindlar. Inga underarter finns listade i Catalogue of Life.